# Harpactorinae
Sous-famille
Les Harpactorinae sont une sous-famille d'insectes hémiptères du sous-ordre des hétéroptères (punaises).

## Taxinomie

### Tribus
Selon Catalogue of Life (11 février 2023) :
- Apiomerini
- Diaspidiini
- Dicrotelini
- Ectinoderini
- Harpactorini
- Rhaphidosomini
- Tegeini

### Aperçu des genres
Selon ITIS :
- genre Acholla Stål, 1862
- genre Arilus Hahn, 1831
- genre Atrachelus Amyot et Serville, 1843
- genre Castolus Stål, 1858
- genre Doldina Stål, 1859
- genre Fitchia Stål, 1859
- genre Heza Amyot et Serville, 1843
- genre Pselliopus Bergroth, 1905
- genre Repipta Stål, 1859
- genre Rhynocoris Hahn, 1834
- genre Rocconota Stål, 1859
- genre Sinea Amyot et Serville, 1843
- genre Zelus Fabricius, 1802

#### Genres rencontrés en Europe
Selon Fauna Europaea (11 février 2023) :
- Callistodema Reuter 1890
- Coranus Curtis 1833
- Nagusta Stål 1859
- Rhynocoris Hahn 1833
- Sphedanolestes Stål 1867
- Vachiria Stål 1859
- Vibertiola Horváth 1909